# انتقال كوفيد-19
إن طرق انتشار فيروس كوفيد-19 وهو مرض جديد يسببه فيروس سارس-كوفيد-2 ما زالت قيد البحث والتحقيق. ينتقل فيروس كوفيد-19 في الغالب من شخص لآخر، بعدة طرق مختلفة، خاصة عندما يكون الناس على مقربة من بعضهم البعض. ينتشر بسهولة وبصورة مستدامة، إذ يصيب شخص مصاب ما بين 2 و3 آخرين. يُعد كوفيد-19 أكثر عدوى من الإنفلونزا، ولكنه أقل عدوى من الحصبة. يمكن أن ينتقل عندما تظهر الأعراض على الأشخاص، وكذلك لفترة تصل إلى يومين قبل ظهور الأعراض، وحتى إذا لم تظهر الأعراض على الشخص مطلقًا. يبقى الناس معديين في الحالات المتوسطة لمدة 7-12 يومًا، وحتى أسبوعين في الحالات الشديدة.
يبدو أن المرض ينتشر بشكل رئيسي بعد أن يتنفس الشخص المصاب أو يسعل أو يعطس أو يتحدث أو يغني. ينتج عن ذلك قطرات ملوثة تنتقل عبر الهواء وتهبط على أفواه أو أنوف الآخرين القريبين، ويمكن استنشاقها في الرئتين، ما يتسبب في حدوث عدوى جديدة. العديد من هذه القطرات ثقيلة جدًا بحيث لا تبقى في الهواء وتسقط على الأرض. ومع ذلك، تصبح القطرات الصغيرة محمولة في الهواء، ومعلقة في الهواء لفترات أطول من الوقت. الأهمية النسبية للهباء الجوي الأصغر (المعروفة باسم نوى القطيرات، التي تسبب الأمراض المنقولة عبر الهواء) غير معروفة. يحدث انتقال العدوى عبر الهواء بشكل خاص في الأماكن المغلقة المزدحمة وقليلة التهوية، التي تكون فعالة بشكل خاص في نقل الفيروس، كالمطاعم والنوادي الليلية ووسائل النقل العام والتجمعات كالجنازات مثلًا. يمكن أن يحدث أيضًا في بيئة الرعاية الصحية، إذ تولد بعض الإجراءات الطبية المجراة على مرضى كوفيد-19 الهباء الجوي.
من الممكن أن يصاب الشخص بكوفيد-19 من خلال الاتصال غير المباشر عن طريق لمس سطح أو جسم ملوث، ثم لمس فمه أو أنفه أو ربما عيونه، على الرغم من أنه لا يُعتقد أن هذه هي الطريقة الرئيسية لانتشار الفيروس، ولم يُثبت بشكل قاطع. التقبيل والحميمية الجسدية وغيرها من أشكال الاتصال المباشر يمكن أن تنقل الفيروس بسهولة وبالتالي تؤدي إلى الإصابة بكوفيد-19 عند الأشخاص المعرضين لمثل هذا الاتصال.
يعد التباعد الاجتماعي وارتداء أقنعة الوجه القماشية أو الأقنعة الجراحية أو أجهزة التنفس أو أغطية الوجه الأخرى ضوابط لانتقال القطيرات. قد يُقلل الإنتشار في الداخل مع أنظمة التدفئة والتهوية المصانة جيدًا للحفاظ على دوران الهواء الجيد وزيادة استخدام الهواء الخارجي.
لا يوجد حاليًا دليل مهم على انتقال فيروس كوفيد-19 من خلال البراز أو البول أو حليب الثدي أو الطعام أو مياه الصرف الصحي أو مياه الشرب أو ناقلات الأمراض الحيوانية أو من الأم إلى الطفل أثناء الحمل، على الرغم من استمرار البحث وينصح بالحذر.

## طرق الانتقال

### قطرات الجهاز التنفسي

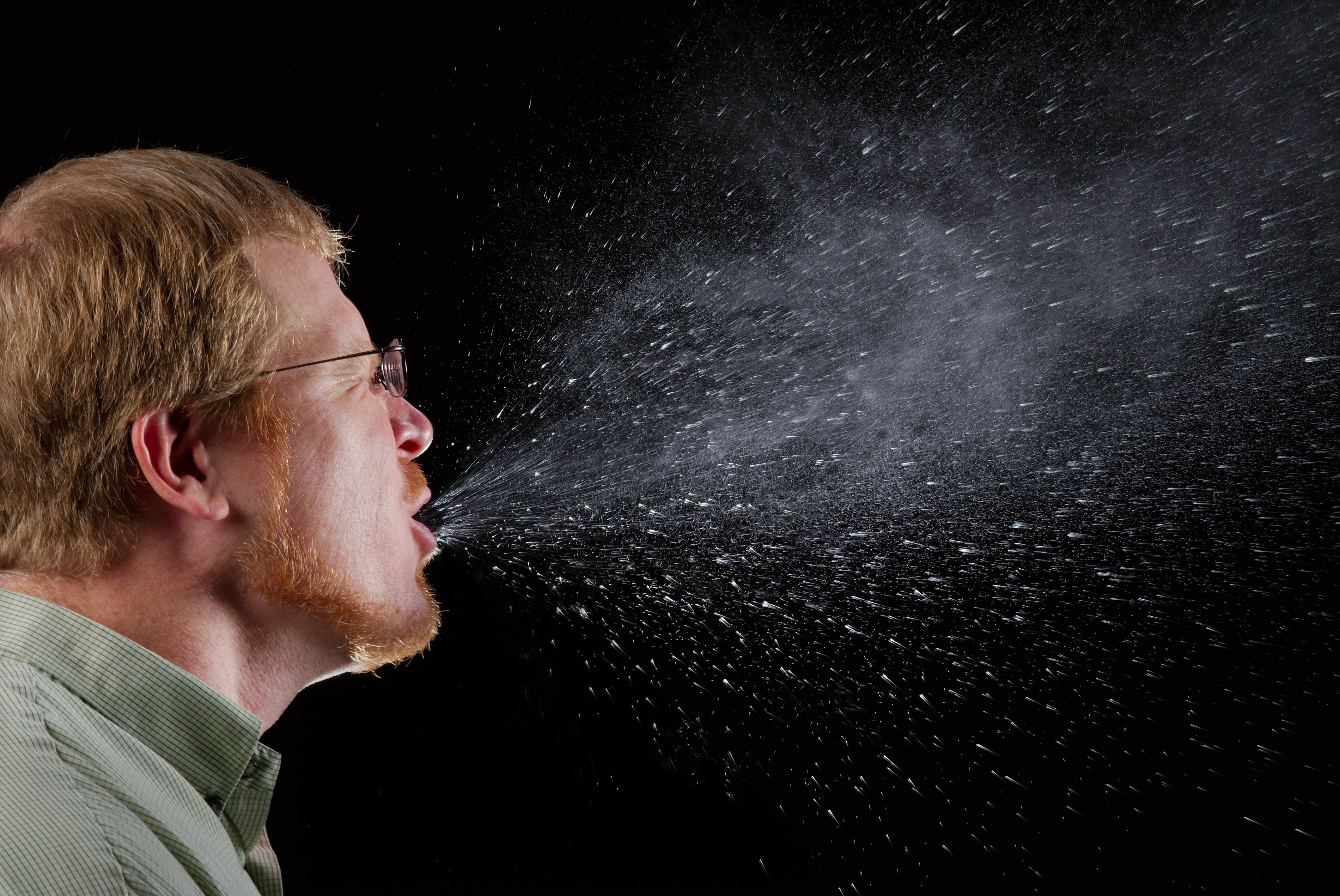
الطريق الرئيسي لانتقال كوفيد-19 هو الرذاذ التنفسي الذي يخرج من الفم والأنف عندما يعطس الشخص أو يسعل أو يتحدث

ينتشر فيروس كوفيد-19 من خلال قطرات الجهاز التنفسي التي تنتج عندما يتنفس الشخص المصاب أو يسعل أو يعطس أو يتحدث. يمكن أن تهبط هذه القطرات في أفواه أو أنوف الأشخاص القريبين، أو ربما تُستنشق في الرئتين. تزداد احتمالية انتشار المرض عندما يكون الناس على اتصال وثيق في نطاق 6 أقدام تقريبًا.
يعد التباعد الاجتماعي وارتداء أقنعة الوجه المصنوعة من القماش أو الأقنعة الجراحية أو أجهزة التنفس أو أغطية الوجه الأخرى عناصر تحكم في انتقال القطيرات. توصي منظمة الصحة العالمية بمسافة 1 متر (3.3 قدم)؛ توصي المراكز الأمريكية لمكافحة الأمراض والوقاية منها بـ 6 أقدام (1.8 متر).

### الغبار الجوي
لقد ثبت أن انتقال كوفيد-19 المحمول جوًا يحدث من خلال الهباء الجوي، وهي قطرات أصغر قادرة على البقاء معلقة في الهواء لفترات أطول من الوقت.

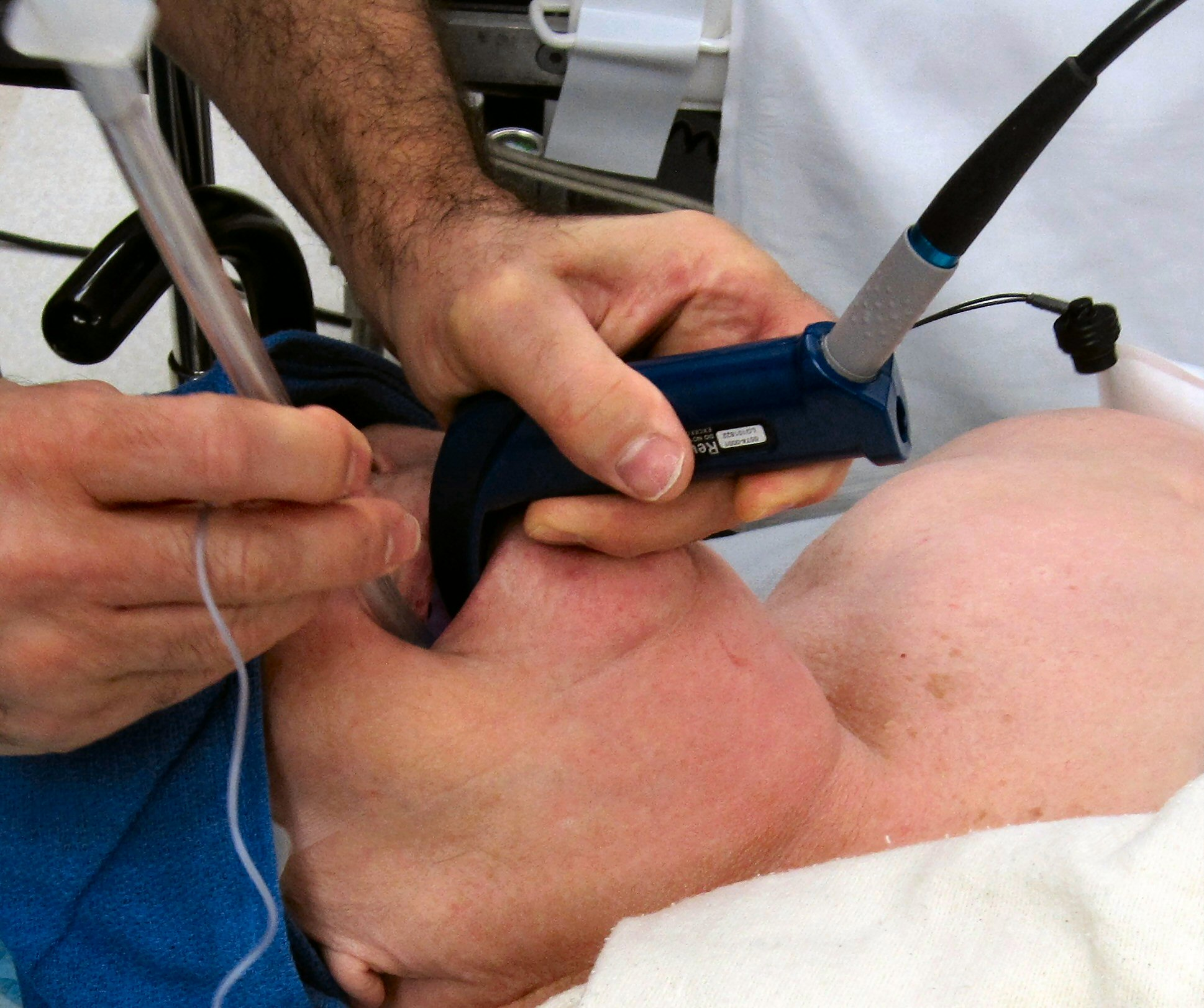
التنبيب الرغامي هو مثال على إجراء لتوليد الهباء الجوي والذي يحمل مخاطر متزايدة لانتقال العدوى من المريض المصاب

أُبلغ عن حالات تفشي متعددة في الأماكن المغلقة حيث يقضي الأشخاص المصابون فترات طويلة من الوقت، كالمطاعم والنوادي الليلية مثلًأ. دور انتقال الهباء الجوي قصير المدى في هذه الحالات غير معروف. وفقًا لمنظمة الصحة العالمية، اعتبارًا من يوليو 2020، بينما عُثر على الحمض النووي الريبي الفيروسي في عينات الهواء، لم يكن هناك فيروس قابل للحياة؛ لم تكن هناك حالات انتقال إلى العاملين الصحيين المعرضين لحالات كوفيد-19 عندما استُخدمت احتياطات الاتصال والقطيرات بشكل مناسب؛ والدراسات التجريبية مثل تلك التي وجدت فيروسًا قابلًا للحياة في الهباء الجوي قد أُنشئ باستخدام البخاخات النفاثة عالية الطاقة لا تعكس حالات السعال البشرية العادية. ومع ذلك، كانت هناك العديد من الحالات الفردية التي انتقل فيها كوفيد-19 على الرغم من عدم وجود القرب المطلوب لنقل القطيرات وحيث كان انتقال الاتصال غير مرجح. وتشمل هذه تمارين كورال في واشنطن، ومطعم في قوانغتشو، وحافلة سياحية في هونان.
كان انتقال فيروس كوفيد-19 للهباء الجوي خارج المرافق الطبية موضوعًا للجدل، إذ اعتبرته منظمة الصحة العالمية في البداية غير مهم، ما أدى إلى انتقادات واسعة النطاق من العلماء. في يوليو 2020، غيرت منظمة الصحة العالمية توجيهاتها قائلة إن انتقال الهباء الجوي قصير المدى لا يمكن استبعاده في هذه المواقف.
بعض الإجراءات الطبية التي تُجرى على مرضى كوفيد-19 في المرافق الصحية تولد الهباء الجوي. توصي منظمة الصحة العالمية باستخدام أجهزة التنفس الصناعي المرشح للوجه كأقنعة N95 أو أقنعة FFP2 مثلًا في الأماكن التي تُنفذ فيها إجراءات توليد الهباء الجوي، بينما يوصي مركز السيطرة على الأمراض والمركز الأوروبي للوقاية من الأمراض ومكافحتها بهذه الضوابط في جميع المواقف التي تتضمن رعاية مرضى كوفيد-19.

#### دورات المياه
كان هناك قلق من أن رذاذ المرحاض الناتج عن غسل المراحيض الملوثة قد ينشر فيروس كوفيد-19. توصي منظمة الصحة العالمية الأشخاص الذين يشتبه في إصابتهم بكوفيد-19 أو تأكدت إصابتهم به، باستخدام المرحاض الخاص بهم، وأثناء تنظيف غطاء المرحاض يجب أن يكون لأسفل لمنع كل من القطرات وسحب الهباء الجوي.

### الاتصال المباشر

#### الحميمية الجسدية

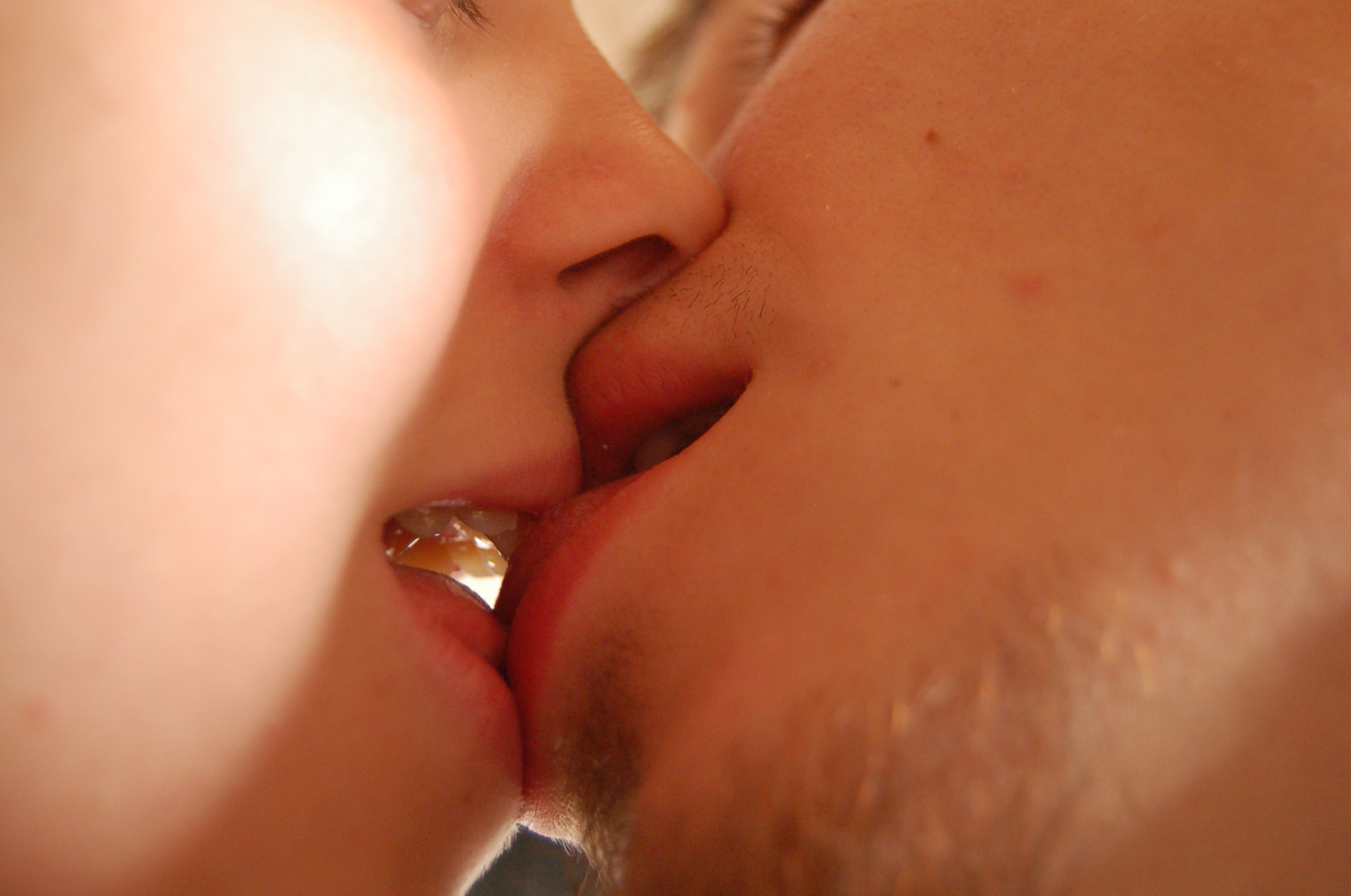
يحمل التقبيل مخاطر عالية لانتقال كوفيد-19 بسبب ارتفاع مستويات الفيروس في اللعاب

ينتشر الفيروس من خلال اللعاب والمخاط، ويمكن للتقبيل أن ينقل كوفيد-19 بسهولة. من الممكن أن يؤدي الاتصال المباشر مع البراز بما في ذلك لعق الشرج إلى انتقال الفيروس. ومع ذلك، اعتبارًا من يوليو 2020، لم تكن هناك تقارير منشورة عن انتقال كوفيد-19 عن طريق البراز أو البول. في حين أن كوفيد-19 ليس عدوى تنتقل عن طريق الاتصال الجنسي، فإن العلاقة الحميمة الجسدية تنطوي على مخاطر عالية للانتقال بسبب القرب الشديد.
غسل اليدين هو عنصر تحكم ضد انتقال الاتصال المباشر. يشمل البعض الآخر تجنب التقبيل وتجنب الجنس العرضي. أثناء العلاقة الحميمة الجسدية، يمكن استخدام الحواجز مثل أقنعة الوجه أو الواقي الذكري أو واقيات الأسنان، ويمكن ممارسة العلاقة الحميمة المتباعدة اجتماعيًا من خلال ممارسة العادة السرية أو الجنس عبر الإنترنت.

#### من الأم إلى الطفل
اعتبارًا من يوليو 2020، لم تكن هناك حالات انتقال من الأم إلى الطفل أثناء الحمل. لم تجد الدراسات أي فيروس قابل للحياة في حليب الثدي.

### الاتصال غير المباشر

#### الأشياء والأسطح

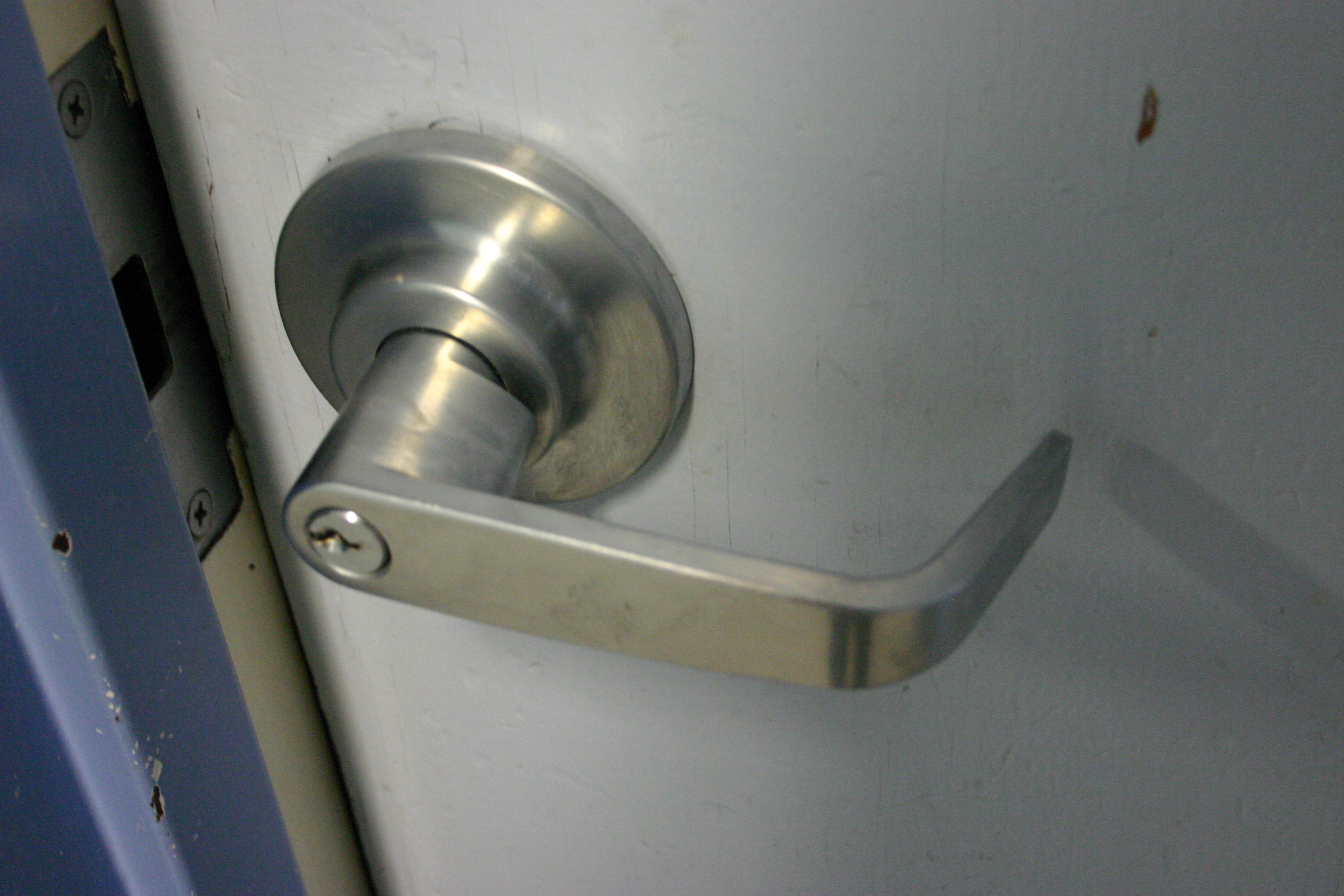
قد تنقل الأسطح التي قد لُمست غالبًا كمقابض الأبواب فيروس كوفيد-19، على الرغم من أنه لا يُعتقد أنها الطريقة الرئيسية لانتشار الفيروس.

من الممكن أن يصاب الشخص بفيروس كوفيد-19 عن طريق لمس سطح أو جسم به الفيروس (يسمى فوميت)، ثم لمس فمه أو أنفه أو ربما عينيه. لا يُعتقد أن هذه هي الطريقة الرئيسية لانتشار الفيروس. على الأسطح، تقل كمية الفيروس النشط القابل للحياة بمرور الوقت حتى لا يمكن أن يسبب العدوى. أشارت إحدى الدراسات إلى أن فيروس كوفيد-19 يبقى قابلًا للحياة على الورق المقوى والنحاس والفولاذ المقاوم للصدأ لفترات زمنية متفاوتة تصل إلى ثلاثة أيام. لا يوجد دليل على الإرسال عبر البريد العادي أو العملات المعدنية أو الأوراق النقدية.
يُعد غسل اليدين والتنظيف الدوري للأسطح ضوابط ضد انتقال التلامس غير المباشر من خلال أدوات التبييض. تُطهر الأسطح بسهولة بالمطهرات المنزلية التي تقضي على الفيروس خارج جسم الإنسان. لاحظ أن المطهرات أو المبيضات ليست علاجًا لكوفيد-19، وتسبب مشاكل صحية عند عدم استخدامها بشكل صحيح، كاستخدامها داخل جسم الإنسان أو داخله مثلًا.

#### الغذاء والماء
لا يوجد حاليًا أي دليل يدعم انتقال كوفيد-19 المرتبط بالغذاء.
بينما عُثر على الحمض النووي الريبي الفيروسي في مياه الصرف الصحي غير المعالجة، اعتبارًا من مايو 2020، هناك القليل من الأدلة على وجود فيروس معدي في مياه الصرف الصحي أو مياه الشرب.

### نقل الفيروس إلى الحيوانات
هناك عدد قليل من حالات الانتشار من البشر إلى الحيوانات الأليفة، بما في ذلك القطط والكلاب. وتشمل الحالات الأخرى الأسود والنمور في حديقة حيوان في نيويورك، وحيوانات المنك في المزارع في هولندا. في المختبر، الحيوانات التي ثبت أنها مصابة تشمل القوارض، والقطط، والهامستر السوري الذهبي، وقرود المكاك الريسوسية، والقريش، والقطط، والكلاب. على النقيض من ذلك، لا يبدو أن الفئران والخنازير والدجاج والبط مصابة أو تنشر العدوى. لا يوجد دليل على أن ناقلات الأمراض الحشرية مثل البعوض أو القراد تنشر كوفيد-19.
يوصي مركز السيطرة على الأمراض (سي دي سي) بأن يحد أصحاب الحيوانات الأليفة من تفاعل حيواناتهم الأليفة مع الأشخاص خارج منازلهم. لا يُنصح باستخدام أغطية الوجه للحيوانات الأليفة لأن تغطية وجه حيوان أليف قد يؤذيها، ولا ينبغي تطهيرها بمنتجات تنظيف غير مصرح بها لاستخدام الحيوانات. يجب على الأشخاص المصابين بكوفيد-19 تجنب ملامسة الحيوانات الأليفة والحيوانات الأخرى.
يُعد خطر انتشار كوفيد-19 من الحيوانات إلى البشر منخفضًا. على الرغم من أن الفيروس نشأ على الأرجح في الخفافيش، فإن الوباء يستمر من خلال انتشاره من إنسان إلى آخر. لا يبدو أن الحيوانات الأليفة تلعب دورًا في نشر كوفيد-19، ولكن هناك تقارير من مزارع المنك المصابة تشير إلى احتمال انتقال العدوى إلى البشر.

## رقم الاستنساخ
ينتشر كوفيد-19 بسهولة بين الناس -أسهل من الأنفلونزا ولكن ليس بنفس سهولة الحصبة.
اختلفت تقديرات عدد الأشخاص المصابين بفيروس كوفيد-19، R0. كانت التقديرات الأولية لمنظمة الصحة العالمية لـ R0 1.4-2.5 (متوسط 1.95)؛ ومع ذلك، وجدت مراجعة في أوائل أبريل 2020 أن متوسط R0 هو 5.7 وأن R0 الأساسي (بدون تدابير التحكم) يصل إلى 8.9.
يمكن استخدام التحكم في المصدر لمنع الانتشار جزئيًا.

## مدة القابلية للانتقال
يكون الأشخاص أكثر عدوى عندما تظهر عليهم الأعراض، حتى لو كانت خفيفة أو غير محددة، ولكن قد يكونوا معديين لمدة تصل إلى يومين قبل ظهور الأعراض. يبقون معديين لمدة تتراوح بين سبعة إلى اثني عشر يومًا في الحالات المتوسطة ومتوسط أسبوعين في الحالات الشديدة. أشارت الأبحاث إلى أن الحمل الفيروسي يبلغ ذروته في يوم ظهور الأعراض ثم ينخفض بعد ذلك، وفقًا لدراسات الحمض النووي الريبي.
إن إمكانية انتقال المرض في الحالات التي لا تظهر عليها أعراض تمامًا غير واضحة. وجدت مراجعة يونيو 2020 أن 40-45٪ من المصابين لا تظهر عليهم أعراض.